# ファビュラス・ムーラ
ザ・ファビュラス・ムーラ（The Fabulous Moolah、本名：Mary Lillian Ellison、1923年7月22日 - 2007年11月2日）は、主にWWEなどで活躍したアメリカ合衆国の女子プロレスラー。
1940年代のデビュー以来、2007年に死去する寸前まで長きに渡りプロレス界に貢献。その晩年には『史上最高齢の現役女子レスラー』と呼ばれ、1995年に女性初のWWE殿堂入りを果たすなど、アメリカでの女子プロレスの地位を高めた。

## 来歴
10歳の頃に父親に連れられてプロレス観戦に行き、そこで観た女子王者ミルドレッド・バークに憧れてプロレスラーを目指すようになったという。公式には1949年のデビューとされているが、それ以前にも試合をしたという説もあり正式なデビュー年は不明。
デビュー時期が曖昧なのは、当時はまだ女子プロレスの地位が低く余興扱いだったために記録が残されていなかったせいでもある。ムーラもまた男性ヒールの添え物として扱われ、スレイヴ・ガール・ムーラ（Slave Girl Moolah）なるリングネームでバディ・ロジャースのセコンドとなり、観客の目を楽しませると共に、ロジャースの反則攻撃を助けるという役割を務めていた。
やがてファビュラス・ムーラ（The Fabulous Moolah）に改名して本格的に選手として試合するようになり、1956年9月18日には13人の選手によって行われたトーナメントを制覇、初代WWF女子王者となる。この王座は1984年7月23日に陥落するまで実に27年10か月の長期政権だったと記録されている。
しかし、これはNWA管理下において行われた王座戦がWWE（WWFの後身）では公式記録として認められていないためであり、実際はその間に4度の王座陥落と返り咲きを繰り返している。とはいえ、いずれも陥落期間が短期間であり、約28年間のほとんどの時期においてムーラが王座を保持し続けていたことは事実である。抹消された記録の中には、1968年3月10日に日本女子プロレス（全日本女子とは別団体）にて巴幸子が王座奪取したものもある（同年4月2日にムーラが奪還）。
日本では分裂後の日本女子、その後継たる国際プロレスの女子部に参戦、小畑千代らと激闘を演じた。国際女子部崩壊後は全日本女子プロレスに活動の場を移し、ナンシー久美を相手に女子王座の防衛戦を行うなどした。
1972年7月1日には弟子のビッキー・ウィリアムスを相手に、女性で初めてマディソン・スクエア・ガーデンでの試合を行う。1984年よりWWFがビンス・マクマホン・ジュニアの新体制下で全米進出を開始すると、女子部門の中心人物として招かれ、かねてから保持していた女子王座も正式にWWFの認定タイトルとなった。
WWFでは悪徳マネージャーのキャプテン・ルー・アルバーノと結託し、1984年7月23日のMSG定期戦では人気歌手のシンディ・ローパーがセコンドに付いたウェンディ・リヒターと対戦。試合には敗れ女子王座を失ったものの、"The Brawl to End It All" と題されたこの試合はMTVで放送され大きな反響を呼ぶ。以降もローパー&リヒターとの抗争アングルを展開し、1985年3月31日のレッスルマニア第1回大会にもリヒターの対戦相手レイラニ・カイのマネージャーとして出場、ローパーとのリング外での争いで大会を盛り上げた。翌1986年4月7日には現役王者としてレッスルマニア2に出場。このとき既に62歳だった。
1986年7月、シェリー・マーテルに敗れて王座陥落したのを最後に第一線から姿を消すものの、現役生活は続行。プロレス界の "クイーン" を自称し、"キング" のニックネームでWWFに参戦してきたハーリー・レイスとも共闘、1987年3月29日のレッスルマニアIIIでは、ボビー・ヒーナンと共にレイスのセコンドを務めた。1995年には女性初のWWF殿堂入りを果たしている。WWFがドラマ重視のアティテュード路線に転換すると、1999年頃から同年齢の大ベテラン女子レスラー、メイ・ヤングとのコンビで登場するようになる。この頃にはもう試合はせず、スキットの登場人物として場を混乱させるコメディエンヌ的な役割が主だった。

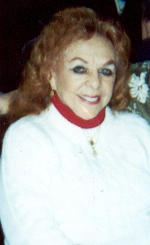
2001年

しかしながら現役引退したわけではなく、1999年10月17日のノー・マーシーにてアイボリーを破り、13年ぶりの王座戴冠を果たす。自身4度目（NWA時代を含めると9度目）の王座奪取は、実に76歳3か月という最高齢記録である。
2003年9月15日放送のRAWではランディ・オートンのRKOを受けるなど、80歳を過ぎて尚、生涯現役であることをアピールした。
WWEへの最後の登場は2007年8月26日のサマースラム。ここでも元気な姿を見せていたものの、同年11月2日にサウスカロライナ州レキシントンにて84年の生涯を閉じる。翌週のRAWでは長年の功績を称えて追悼映像が流された。
2018年3月12日のRAWで4月8日のレッスルマニア34においてアンドレ・ザ・ジャイアントメモリアルバトルロイヤルの女子版としてファビュラス・ムーラメモリアルバトルロイヤルの開催が発表されたが、生前のスキャンダルにより取りやめになった。

## 家族
13人兄弟の末っ子として生まれた。8歳のときに癌で母親を亡くし、10歳になると親戚の綿花農場で働き始める。
14歳にて21歳の男性と結婚するが2年後に離婚。その間に1人の娘を出産。以降、通算5回の結婚を経て、最終的には6人の孫と6人のひ孫に囲まれていた。

## 弟子
1970年代初頭からレスリング学校を運営して多くの女子レスラーを指導し、また彼女たちのブッキングも管理していた。
見た目だけで採用されレスリング能力に欠けるレスラーも少なくなかった女子プロレス界に、しっかりとした試合のできるレスラーを多く輩出。後のWWF女子部門の土台をつくった。
主な門下生にビビアン・バション、レイラニ・カイ、ジュディ・マーチン、ウェンディ・リヒター、シェリー・マーテル、ルナ・バション、リタなどがいる。

## 得意技
- スクールガール
- ドロップキック
- ヘッドシザーズ・ホイップ
- フライング・メイヤー
- 旋回式バックブリーカー
- スクープ・スラム

## 獲得タイトル
- NWA世界女子王座 : 5回
- WWF女子王座 : 4回
- JPWA女子王座
- WWF殿堂 : 1995年度
- NWA殿堂 : 2012年度